# 大龍峒保安宮
大龍峒保安宮（だいりゅうどうほうあんきゅう）は、台湾台北市大同区に位置する寺院。台北保安宮とも。艋舺龍山寺・艋舺清水巌と並ぶ「台北の三大廟門」といわれる。

## 概要
1742年に創建された。当初は粗末な建物であったが、1830年の改築では、現在の三殿三進式の規模になった。日本統治時代の1918年に大規模な修繕が行われている。1985年に台湾の国家三級古蹟（直轄市定古蹟）に指定され、2018年11月に国定古跡に昇格した。
主神は医療の神・保生大帝であるが、媽祖、観世音菩薩など道教、仏教の様々な神が祀られている。

## アクセス
- 台北捷運（地下鉄）淡水線円山駅から徒歩５分。